# David Donat Cattin
David Donat Cattin (Roma, ...) è un giurista e attivista italiano.

## Biografia
Laureatosi nel 1994 in diritto internazionale presso la Libera Università Internazionale degli Studi Sociali (LUISS) di Roma, nel gennaio 2000 ha conseguito un dottorato di ricerca in Tutela dei diritti fondamentali presso l'Università degli studi di Teramo con la supervisione di Michele Ainis. Da allora ha alternato attività di ricerca e didattiche con iniziative nel campo dei diritti umani, in particolare attraverso il coordinamento della campagna per l'universalità e l'effettività dello Statuto di Roma della Corte penale internazionale dell'organizzazione non governativa Parliamentarians for Global Action, di cui è stato Segretario-Generale per tre mandati elettivi consecutivi per 9 anni, dal 2014 al 2022. Dal 1999 al 2018, ha collaborato con la scuola di Diritto internazionale penale fondata dal prof. Otto Triffterer nell'Università di Salisburgo, che si è ispirata ai progetti dell'Arusha School on International Criminal Law, International Humanitarian Law & Human Rights (1995-98) e della Gaborone School on International Criminal Jurisdictions (1999) . 
Dal 2012, insegna Diritto internazionale presso il Center for Global Affairs della New York University (NYU) .
Dal 2023 è "senior fellow" presso il Montreal Institute for Genocide and Human Rights Studies della Concordia University.

## Contributo nella promozione dei diritti delle vittime di crimini internazionali
Nell'agosto 1997, l'attività di ricerca di David Donat Cattin ha prodotto un "non-paper" sul diritto delle vittime di crimini del diritto internazionale ad accedere alla giustizia ed a partecipare nei procedimenti della Corte penale internazionale: la delegazione della Nuova Zelanda presso il Preparatory Committee for the Establishment of an ICC dell'Assemblea Generale dell'ONU ha utilizzato il testo come base per introdurre il testo del paragrafo 3 dell'articolo 68 dello Statuto di Roma della CPI . Con l'adozione a Roma dello Statuto della Corte e il suo articolo 68, paragrafo 3, viene affermato, per la prima volta nella storia delle giurisdizioni penali internazionali, il diritto delle vittime di crimini di guerra, genocidio e crimini contro l'umanità a partecipare nei procedimenti relativi a fattispecie criminose da cui le stesse vittime sono state, direttamente o indirettamente, danneggiate.
Gli scritti di David Donat Cattin su questo tema sono stati riconosciuti nella giurisprudenza della Corte penale internazionale, a partire dal primo caso contro Thomas Lubanga, leader di una milizia ribelle nella Rep. Democratica del Congo).
Alcuni autori hanno identificato nella partecipazione delle vittime la maggiore novità dello Statuto di Roma della CPI.

## Interventi pubblici su questioni di rilevanza internazionale
David Donat Cattin è stato udito, in qualità di esperto, dal Bundestag (Commissione diritti umani e affari umanitari, il 19 settembre 2007) sul tema dell'impatto della giustizia penale internazionale sui conflitti in Africa e dalla Camera dei Deputati (Sottocommissione Diritti Umani, sedute del 10 dicembre 2008, Giornata mondiale dei diritti umani, e del 3 febbraio 2009  sull'impatto della giustizia sul conflitto in Darfur, Sudan, esponendo fatti ed opinioni a sostegno della lotta all'impunità per prevenire nuovi conflitti, mitigare almeno in parte le conseguenze di quelli in corso e tutelare i diritti inviolabili delle vittime civili.
Il 1º giugno 2011 è intervenuto in un convegno nel Parlamento europeo a Bruxelles per sostenere l'impegno dell'Unione Europea a favore della lotta all'impunità per crimini internazionali sottolineando l'importanza della giurisprudenza della Corte penale internazionale del 30 maggio 2011 che ha respinto la richiesta del Kenya di sospendere i procedimenti a carico del Vicepresidente, di due Ministri e di altri 3 notabili accusati di crimini contro l'umanità (sintesi dell'intervento dal minuto 19:32): con questa storica decisione, la Corte ha affermato per la prima volta l'obbligo giuridico degli Stati di porre fine all'impunità attraverso l'esercizio della giurisdizione penale oppure attraverso una piena ed effettiva cooperazione internazionale con la Corte stessa o con altri Stati (cfr. Decision on the Application by the Government of Kenya Challenging the Admissibility of the Case Pursuant to Article 19(2)(b) of the Statute) a prescindere dall'esito dei casi in questione.
Il 17 maggio 2016 è stato audito dalla Commissione Affari Legali e Diritti Umani dell'Assemblea Parlamentare del Consiglio d'Europa congiuntamente alla Presidente della Corte penale internazionale, la giudice Silvia Fernandez de Gurmendi, contribuendo alla realizzazione di un rapporto ed una proposta di risoluzione attraverso i quali l'Assemblea citata riafferma il sostegno alla lotta all'impunità per crimini internazionali ed indica precise strategie per gli Stati (cfr. http://website-pace.net/documents/19838/2192213/20160906-CooperationICC-EN.pdf/2683859c-62eb-4dec-9806-a0dbdc491e54).